# Head Like a Hole
Head Like a Hole – singel znany też jako Halo 3, wydany w 1990 roku przez Nine Inch Nails. "Head Like a Hole" to tytuł piosenki wydanej w roku 1989 i umieszczonej na albumie Pretty Hate Machine.

## Twórcy
- Trent Reznor,
- Flood,
- Adrian Sherwood,
- Keith LeBlanc

## Różne wydania
- TVT Records TVT 2614 - US 12" winyl
- TVT Records TVT 2615-2 - US CD
- Island Records 12 IS 484 878 893-1 - UK 12" winyl
- Island Records CID 482 878 893-2 - UK CD

## Lista utworów

### Wersja US
1. "Head Like a Hole (Slate)" (remixed by Trent Reznor, Flood) - 4:13
2. "Head Like a Hole (Clay)" (remixed by Keith LeBlanc) - 4:30
3. "Terrible Lie (Sympathetic Mix)" (remixed by Reznor, Flood) - 4:26
4. "Head Like a Hole (Copper)" (remixed by Reznor, Flood) - 6:26
5. "You Know Who You Are" (remixed by Reznor, Flood) - 5:40
6. "Head Like a Hole (Soil)" (remixed by Reznor, Flood) - 6:38
7. "Terrible Lie (Empathetic Mix)" (remixed by Reznor, Flood) - 6:11
8. "Down in It (Shred)" (remixed by Adrian Sherwood, LeBlanc) - 6:51
9. "Down in It (Singe)" (remixed by Sherwood, LeBlanc) - 7:21
10. "Down in It (Demo)" (remixed by Reznor) - 3:55
11. (unlisted track) - 0:04

1 ścieżka w wersji CD została przez pomyłkę opisana jako "Head Like a Hole (slate)".

### Wersja UK
1. "Head Like a Hole (Clay)" (remixed by LeBlanc) - 4:30
2. "Head Like a Hole (Copper)" (remixed by Reznor, Flood) - 6:26
3. "Head Like a Hole (Opal)" (remixed by Reznor, Flood) - 5:18